# Arctostaphylos gabilanensis
Arctostaphylos gabilanensis är en ljungväxtart som beskrevs av V.T.Parker och M.C.Vasey. Arctostaphylos gabilanensis ingår i släktet mjölonsläktet, och familjen ljungväxter. Inga underarter finns listade i Catalogue of Life.